# Gustave Malécot
Pour les articles homonymes, voir Malécot.
Gustave Malécot (né le 28 décembre 1911 à La Grand-Croix et mort le 7 novembre 1998 à Fayence) est un mathématicien français qui a travaillé sur l'hérédité et qui a eu une grande influence sur la génétique des populations. Ses travaux ont également porté, mais dans une moindre mesure, sur l'économie.

## Biographie
Fils d'un ingénieur des mines, il passe son enfance à L'Horme, près de Saint-Étienne. Il était cousin germain d'Aimé Malécot[réf. nécessaire].
De 1932 à 1935 il est à l'École normale supérieure, à l'issue de laquelle il est diplômé en mathématique. Il obtient son agrégation de mathématique en juillet 1935 et son doctorat en 1939 sous la supervision de Georges Darmois. Son travail se concentre sur l'article de Ronald Fisher The Correlation Between Relatives on the Supposition of Mendelian Inheritance écrit en 1918.
Il enseigne les mathématiques dans un lycée de Saint-Étienne de 1940 à 1942. Il est ensuite nommé maître de conférence à l'Université de Montpellier et en 1945 il rejoint l'Université de Lyon où il devient professeur de mathématiques appliquées en 1946. Il occupe ce poste jusqu'à sa retraite en 1981.
En 1980, il est nommé avec Sewall Wright et Motoo Kimura au Prix Nobel de physiologie ou médecine, mais c'est finalement Baruj Benacerraf, Jean Dausset et George Snell pour leurs travaux en immunologie qui remportent le prix.

## Travaux
Il a fortement contribué à l'évolution de la génétique de population s'inscrivant à côté des grands noms de cette discipline. Précurseur dans son approche, il n'a été reconnu que dans la deuxième moitié du XXeme siècle à cause  du contexte politique de l'époque (occupation de la France par l'Allemagne du Troisième Reich et conséquence de la Seconde Guerre mondiale), mais également du peu d'usage de la langue française en science. 
En génétique, son originalité porte sur l'utilisation des probabilités et non des statistiques comme cela était courant à l'époque à la suite des travaux de Ronald Fisher, J. B. S. Haldane et Sewall Wright.

### La formule de Malécot
Cette formule permet de calculer le coefficient de consanguinité d'un individu z (Fz) ou le coefficient de parenté de ses parents x et y (Rxy). Pour cela, il faut d'abord déterminer les ancêtres communs au père et à la mère. Il faut ensuite compter le nombre de générations séparant chaque ancêtre commun du père et de la mère.
On applique alors la formule :
```
   Fz = Rxy = S(1/2)n1+n2+1(1+FA),
```

où :
- n1 et n2 sont les nombres de générations,
- FA est le coefficient de consanguinité de l'ancêtre commun.

## Distinctions
- Officier de la Légion d'honneur
- Officier des Palmes académiques